# Рианна
Риа́нна (англ. Rihanna; полное имя — Ро́бин Риа́нна Фе́нти (англ. Robyn Rihanna Fenty); род. 20 февраля 1988[…], Сент-Мишель, Барбадос) — барбадосская певица, музыкальный продюсер, модный дизайнер, филантроп, актриса кино, телевидения и озвучивания.
В 16 лет Рианна переехала в США, чтобы начать карьеру певицы. Позже она подписала контракт с Def Jam Recordings. В 2005 году выпустила свою дебютную работу Music of the Sun, которая вошла в десятку лучших альбомов Billboard 200, а сингл «Pon de Replay» стал успешным в чарте Billboard Hot 100. Менее чем через год певица выпустила второй студийный альбом A Girl like Me (2006), который достиг своего максимума в лучшей пятёрке альбомного чарта Billboard, так же композиция «SOS» стала первым синглом Рианны, лидировавшим в чарте Hot 100. Третий студийный альбом Good Girl Gone Bad (2007) включал в себя четыре хит-сингла «Umbrella», «Take a Bow», «Disturbia», «Don’t Stop the Music» и получил девять номинаций «Грэмми», выиграв в категории «Лучшее совместное исполнение (вокал/рэп)» за песню «Umbrella» при участии рэпера Jay-Z. Её четвёртый студийный альбом Rated R был выпущен в ноябре 2009 года; несколько песен с альбома вошли в лучшую десятку синглов, а именно «Russian Roulette», «Hard» и «Rude Boy», который занял первую строчку чарта Billboard Hot 100. Пятый студийный альбом Loud (2010) включал в себя три сингла первой величины: «Only Girl (In the World)», «What’s My Name?» и «S&M». Шестой по счёту студийный альбом Talk That Talk был выпущен 18 ноября 2011 года и включал в себя хит-сингл «We Found Love», который стал 11-м #1 Рианны в Hot 100 и оставался на вершине 10 недель. Седьмой альбом Unapologetic был выпущен 19 ноября 2012 года, его выходу предшествовал лид-сингл «Diamonds».
Рианна является одним из самых продаваемых артистов всех времён вследствие продажи более 20 миллионов копий альбомов и 60 миллионов синглов. Она самая молодая певица в истории Billboard, которой удалось четырнадцать раз возглавить чарт Billboard Hot 100. По состоянию на март 2010 года Рианна продала 7,3 миллиона альбомов и более 33,7 миллиона синглов только на территории США. По состоянию на июль 2015 года продано более 100 миллионов копий синглов певицы, таким образом, Рианна стала первым артистом в истории, достигшим такого показателя. Журнал Billboard назвал её «Артистом цифровой эры 2000-х годов» и присудил общее 17 место среди артистов 2000-х. Певица получила множество наград, включая международную музыкальную премию World Music Awards 2007 года в номинациях «Самая продаваемая певица в жанре поп-музыка» и «Артистка года», а также на церемонии BRIT Awards в категории «Лучшая международная исполнительница». Является обладательницей восьми «Грэмми», шести American Music Awards и специальной награды Icon Award, восемнадцати наград Billboard Music Awards. По итогам 2018 года Рианна заняла седьмую позицию в рейтинге самых высокооплачиваемых певиц мира-2018, составленном журналом Forbes. Её доход за 2018 год составил 37,5 миллионов долларов.
20 сентября 2018 года Рианна стала чрезвычайным и полномочным послом Барбадоса в США. 30 ноября 2021 года Барбадос вышел из-под власти британской короны, став парламентской республикой, и на торжественной церемонии по этому поводу Рианна была объявлена национальным героем Барбадоса.

## Биография

### 1988—2004: Детство и начало карьеры
Рианна родилась 20 февраля 1988 года в округе Сент-Майкл, Барбадос. Она старший ребёнок Моники Брэйтвэйт (англ. Monica Braithwaite), отставного бухгалтера афро-гайанского происхождения, и Рональда Фенти (англ. Ronald Fenty), инспектора товарного склада на фабрике одежды. Её мать является уроженкой Гайаны, а отец имеет барбадосские и ирландские корни. У Рианны есть два младших брата: Рорри и Раджад Фенти, и две сестры и ещё один брат со стороны отца, которые были рождены от разных матерей ещё до свадьбы родителей певицы. Она выросла под влиянием музыки в жанре регги и начала петь в возрасте семи лет. Её детство было глубоко затронуто склонностью отца к крэк-кокаину, алкоголю и марихуане; родители Рианны развелись, когда ей было 14 лет, хотя отец оставался частью её жизни. С восьми лет и до развода родителей Рианна страдала от мучительных головных болей; врачи полагали, что у девочки опухоль головного мозга, и подвергли её нескольким исследованиям КТ. Певица росла в скромном трёхкомнатном доме в Бриджтауне, и ей приходилось торговать одеждой в торговой палатке со своим отцом. Рианна училась в начальной школе Charles F. Broome Memorial School в Барбадосе, а затем в Combermere School, где сформировала музыкальное трио со своими одноклассницами. Так же она была кадетом в программе военной подготовки, которой её обучали военные Барбадоса; Шонтель была сержантом-инструктором Рианны по строевой подготовке. Первоначально, певица хотела окончить среднюю школу, но затем решила её бросить, поскольку была занята своей музыкальной карьерой.
В декабре 2003 года Рианна знакомится с американским продюсером Эваном Роджерсом через его жену, с которой он приехал на выходные в Барбадос. Рианна и две участницы совместной девичьей группы пришли на прослушивание к Роджерсу в отель. Позже Эван Роджерс сказал: «В ту минуту, когда Рианна появилась в комнате, создалось ощущение, словно двух остальных участниц группы просто не существовало». На прослушивании Рианна спела кавер на песню группы Destiny’s Child «Emotion». Впечатлённый Роджерс назначил ей вторую встречу, пригласив её сделать несколько записей в нью-йоркской студии с Карлом Старкеном, а также он хотел познакомиться с матерью Рианны.
В 16 лет она выигрывает школьный конкурс красоты Miss Combermere и творческий конкурс, спев песню Мэрайи Кэри «Hero». Весь последующий год Рианна с матерью ездили к Роджерсу в город Стамфорд, штат Коннектикут. С помощью Старкена она записала демозапись, состоящую из четырёх песен, в которую вошла баллада «Last Time», кавер-версия песни Уитни Хьюстон «For the Love of You» и композиция «Pon de Replay», ставшая её первым хитом. Из-за учёбы Рианна появлялась в студии только на летних и рождественских каникулах, поэтому на создание демозаписей ушёл целый год.
В 2005 году Роджерс начинает раздавать демозапись Рианны различным лейблам звукозаписи. Одна из копий была отправлена в Def Jam Recordings; A&R-менеджер Джей Браун послушал демозапись и передал её Jay-Z, президенту компании в то время. Когда он услышал композицию «Pon de Replay», то сначала отнёсся к Рианне скептически, потому что он чувствовал, что песня слишком сильная для неё, и утверждал: «Слушатели будут вспоминать песню, а не исполнителя. Я подписываю контракты не с песнями, а с артистами». Def Jam был первым лейблом, ответившим и пригласившим Рианну на прослушивание, где она спела песню «For the Love of You» для Jay-Z и Антонио Л. Рида из Island Def Jam Music Group. Она подписала контракт в тот же день и отменила все встречи с другими лейблами. После подписания контракта с Def Jam в феврале 2005 года Рианна переехала в Соединённые Штаты Америки и поселилась у Роджерса и его жены. Она выбрала своё второе имя в качестве сценического псевдонима, потому что для неё имя Рианна — всего лишь псевдоним, который появился в звукозаписывающей студии в 2005 году.

### 2005—2006: АльбомыMusic of the SunиA Girl like Me

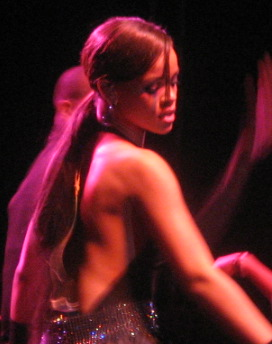
Выступление Рианны на Jingle Ball в 2005 году.

После подписания контракта с лейблом Def Jam Рианна провела следующие три месяца в студии, записывая свой дебютный альбом. В создании альбома приняли участие продюсеры Эван Роджерс, Карл Старкен, Stargate и Poke & Tone. Она впервые сотрудничала с рэпером Memphis Bleek для его четвёртого студийного альбома 534, который был выпущен раньше, чем её дебютная работа. 22 августа 2005 года певица выпустила свой первый сингл «Pon de Replay», который поднялся до второго места в чартах Billboard Hot 100 и UK Singles Chart. Песня стала мировым хитом и вошла в десятку лучших синглов в 15 странах. В августе 2005 года был выпущен дебютный альбом Рианны Music of the Sun на территории Соединённых Штатов Америки. Лонгплей появился на 10 месте в чарте Billboard 200 с продажами за первую неделю 69,000 копий. Альбом разошёлся тиражом 2 миллиона копий по всему миру и получил золотую сертификацию от Американской ассоциации звукозаписывающих компаний.
Её музыкальный альбом продавался в разделе Регги из-за карибского происхождения певицы. Альбом получил смешанные оценки музыкальных критиков. Журнал Rolling Stone поставил 2.5 звезды из пяти возможных, прокомментировав: недостаточная важность пластинки, изобретательность и ритмичность сингла с «ничем не выдающейся вокальной икотой и ненужными украшениями в песне», американский R&B видоизменяется перед её «Карибским очарованием». Сэл Синкмани из журнала Slant Magazine описал альбом, как «подростковый бум R&B-певиц» и сказал относительно основного сингла «Pon de Replay»: «Смесь дэнсхолла и поп-музыки, которая обязана своим успехом песне „Baby Boy“ Бейонсе». Музыкальный критик из Entertainment Weekly написал: «Дэнсхолл/R&B дебют наполнен звучанием дешёвых музыкальных инструментов, которые ставят чёрные пятна в Музыке солнца». Второй сингл альбома «If It’s Lovin' that You Want» был менее удачен, чем «Pon de Replay», заняв 36 позицию в Соединённых Штатах и 11 позицию в чарте Великобритании. Однако, сингл был хорошо встречен в Австралии, Ирландии и Новой Зеландии, где сумел войти в десятку лучших песен в этих странах.
Через месяц после выхода дебютной работы Рианна приступила к записи второго студийного альбома, над которым работали продюсеры Эван Роджерс и Карл Старкер, творческая группа Stargate, Джонатан Ротем и автор-исполнитель Ne-Yo. Во время записи альбома Рианна выступала в качестве артиста перед началом концертов Гвен Стефани, чтобы прорекламировать свой дебютный альбом. Основной сингл «SOS» достиг максимума на первом месте в чарте Billboard Hot 100, став первым хитом Рианны в Соединённых Штатах Америки. A Girl like Me был выпущен в апреле 2006 года, менее чем через восемь месяцев после её дебютной пластинки. Альбом занял пятое место в чарте Billboard 200 с продажами за первую неделю 115,000 копий, впоследствии получив платиновую сертификацию от Американской ассоциации звукозаписывающих компаний. A Girl like Me достиг максимума на первом месте в канадском чарте, на пятом в британском и ирландском чартах. Альбом получил смешанные отзывы от музыкальных критиков; журнал Rolling Stone прокомментировал: «Новый альбом схож с её дебютным, но является более превосходным продолжением только благодаря основному синглу SOS». Музыкальные критики описали альбом, как запись, чередующуюся между солнечным дэнсхоллом/даб-попом, клубным хип-хоп-влиянием и излишне сентиментальными балладами, ориентированными на взрослого слушателя.
Второй сингл «Unfaithful» стал известным мировым хитом, достигнув лучшей десятки композиций в нескольких странах мира, включая Соединённые Штаты Америки (6-е место в чарте Billboard Hot 100), а также возглавил чарты в Канаде, Франции и Швейцарии. Третьему синглу альбома «We Ride» не удалось повторить успех первого, однако, четвёртый сингл «Break It Off» при участии Шона Пола поднялся с 52 позиции на 10-ю, и достиг своего пика на 9 месте в США. После выпуска альбома Рианна объявила о начале своего сольного концертного тура Rihanna: Live in Concert Tour. Затем она отправилась в концертный тур с Pussycat Dolls с ноября 2006 по февраль 2007 года в Великобританию. Так же Рианна снялась в эпизодической роли в фильме Добейся успеха 3: Всё или ничего, который был выпущен 8 августа 2006 года.

### 2007—2008: Новый образ иGood Girl Gone Bad

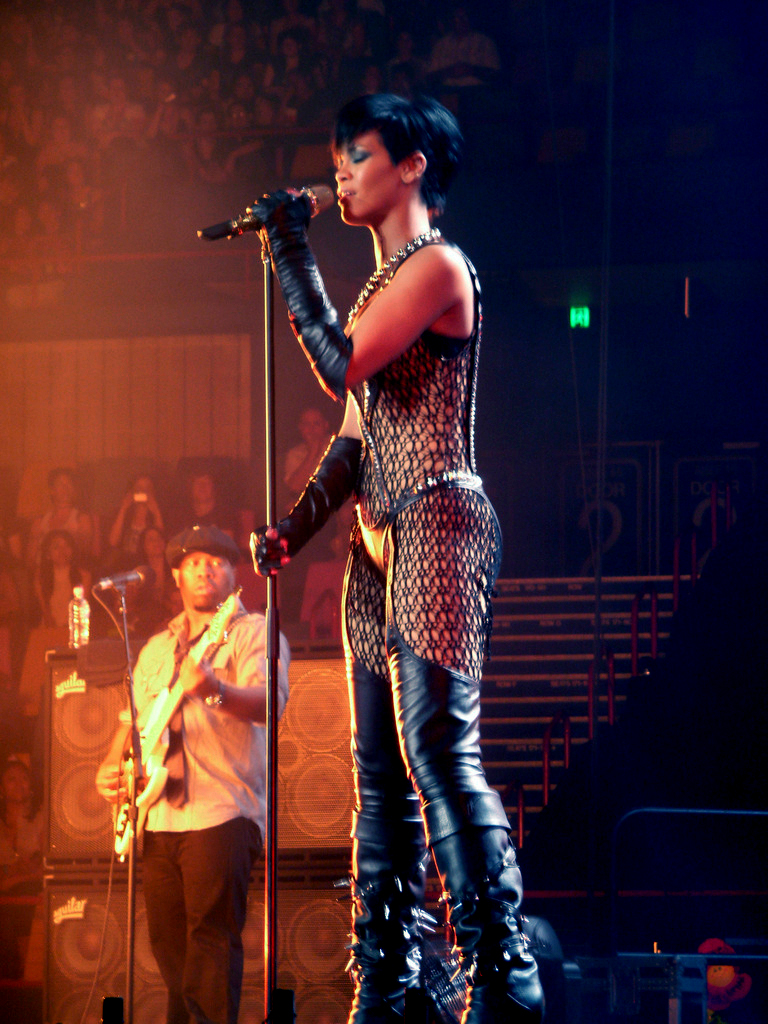
Выступление Рианны на Brisbane Entertainment Centre

В работе над третьим студийным альбомом Good Girl Gone Bad (2007) Рианна хотела двигаться в новом направлении с помощью музыкальных продюсеров Тимбалэнда, will.i.am и Шона Гарретта, преобразив некоторые песни новым, танцевальным звучанием. Во время записи альбома она выбрала более бунтарский внешний образ, выкрасив волосы в чёрный цвет и сделав короткую стрижку. Рианна комментировала: «Я хочу чтобы люди продолжали танцевать и, в то же время, оставались проникновенными […] Каждый чувствует альбом по-разному и, со своей стороны, я хочу сделать много ритмичных песен». Альбом возглавлял чарты в таких странах, как: Великобритания, Канада, Япония, Бразилия, Россия и Ирландия, а также достиг своего максимума на втором месте в Соединённых Штатах Америки и Австралии. В отличие от предыдущих студийный проектов, сконцентрированных на дэнсхолле, регги и балладах, характерной чертой Good Girl Gone Bad является звучание в стиле Данс-поп. Альбом получил положительные отзывы от музыкальных критиков и стал её самым приветствуемым проектом по сравнению с предыдущими в то время.
Четыре песни из альбома Good Girl Gone Bad вошли в тройку лучших синглов чарта Billboard Hot 100 — включая всемирно известный хит «Umbrella» при участии Jay-Z, занимавший первое место в британском чарте десять недель подряд, стал самым успешным синглом по продолжительности пребывания на первом месте после композиции «Love Is All Around» группы Wet Wet Wet, которая провела 15 недель на вершине чарта в 1994 году. Согласно журналу Rolling Stone сингл занимает третье место в списке 100 лучших песен 2007 года. Другие синглы альбома: «Shut Up and Drive», «Don’t Stop the Music» и «Hate That I Love You» не смогли приблизиться к успеху «Umbrella». Сингл «Don’t Stop the Music» занял третье место в Billboard Hot 100, в то время как в Австралии, Нидерландах, Франции, Германии и Швейцарии он достиг максимума на первом месте. В 2007 году Рианна выиграла в номинации Лучшая исполнительница жанра Соул/R&B на церемонии American Music Awards.
Переиздание третьего студийного альбома с обновлённым названием Good Girl Gone Bad: Reloaded было выпущено в июне 2008 года и включало в себя три новые песни. «Take a Bow» — первый сингл из переиздания альбома, возглавлявший чарты Канады, Великобритании и Соединённых Штатов Америки. «If I Never See Your Face Again» — дуэт с группой Maroon 5 так же был включён в переиздание, как и песня «Disturbia», которая заняла первое место в США и Новой Зеландии. Рианна стала седьмой певицей, которой удалось войти в лучшую пятёрку синглов с двумя разными песнями одновременно: композиция «Disturbia» занимала четвёртое место, в то время как её предыдущий сингл «Take a Bow» был на втором. Певица выступила в качестве приглашённой исполнительницы в песне рэпера T.I. — «Live Your Life». Композиция достигла максимума на первом месте в Billboard Hot 100 и стала пятым супер-хитом Рианны в этом чарте после «SOS», «Umbrella», «Take a Bow» и «Disturbia». Позже был выпущен Good Girl Gone Bad: The Remixes, который включал в себя ремикс-версии песен из оригинального альбома. Good Girl Gone Bad был продан в количестве более двух миллионов копий в США и получил двойную платиновую сертификацию от Американской ассоциации звукозаписывающих компаний (RIAA); в настоящий момент, это самый продаваемый альбом в карьере Рианны в этой стране.
Певица получила четыре номинации на церемонии MTV VMA 2007, победив в двух из них: Лучший сингл года и Видео года. На 50-й церемонии «Грэмми» Рианна была награждена за Лучшую совместную работу в стиле рэп, а также получила пять других номинаций, включая Лучшую запись года, Лучшую танцевальную запись, Лучшее вокальное R&B исполнение дуэтом или группой и Лучшую R&B песню. 12 сентября 2007 года с целью рекламы альбома Рианна начала концертный тур Good Girl Gone Bad Tour, который прошёл в Соединённых Штатах Америки, Канаде и Европе, затем 16 апреля 2008 года она приняла участие в концертном туре Канье Уэста — Glow in the Dark Tour совместно с Lupe Fiasco и N.E.R.D. На церемонии American Music Awards 2008 года Рианна выиграла в двух номинациях Лучшая исполнительница жанра Поп/Рок и Лучшая исполнительница жанра Соул/R&B. В декабре Марго Уотсон в газете Entertainment Weekly написала статью с названием «Рианна: Дива года», ссылаясь на взрыв популярности певицы в 2008 году.

### 2009—2010: Дело о домашнем насилии иRated R

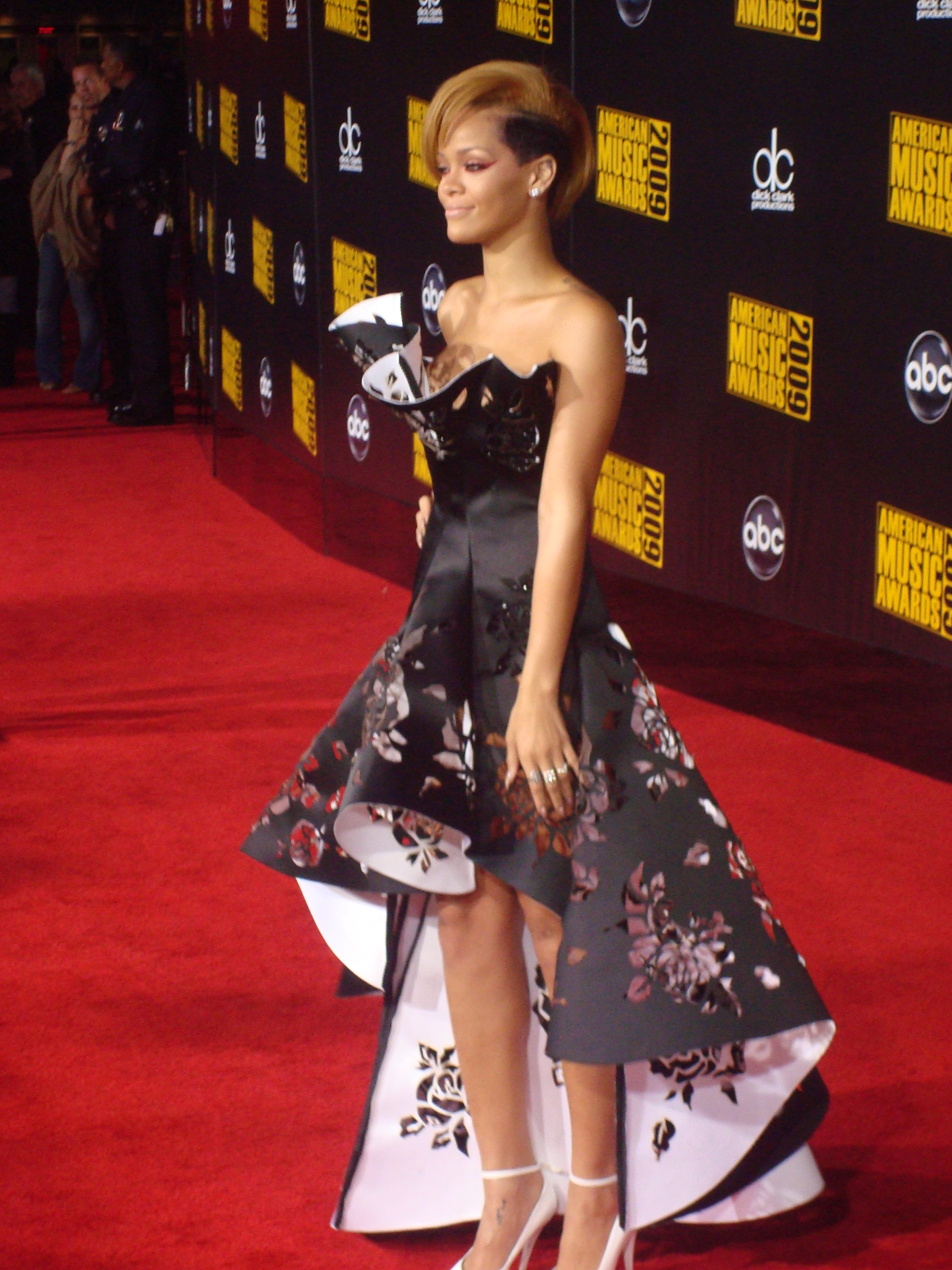
Рианна на красной дорожке AMA в 2009 году

8 февраля 2009 года запланированное выступление Рианны на 51-й церемонии вручения музыкальных наград «Грэмми» было отменено. Согласно официальным сообщениям стало известно, что её экс-бойфренд, певец Крис Браун, был арестован по подозрению в совершении криминальных действий. 5 марта 2009 года Брауну были предъявлены обвинения в нападении и создании криминальной угрозы. Из-за просочившихся фотографий из полицейского управления Лос-Анджелеса, опубликованных на сайте TMZ, было видно, что Рианна получила повреждения; организация STOParazzi предложила провести закон, названный в честь певицы «Закон Рианны», согласно которому «служащие правоохранительных органов не имеют право распространять фотографии или любую другую информацию относительно жертв преступлений».
Впервые после февральских событий Рианна появилась в качестве центрального персонажа в клипе Канье Уэста «Paranoid». Она также сотрудничала с Джей-Зи и Канье Уэстом для исполнения песни «Run This Town», которая достигла второй строчки в чарте Billboard Hot 100, а также заняла высокие позиции в десяти странах мира.
Четвёртый студийный альбом певицы — Rated R — был выпущен 23 ноября 2009 года. Журнал Rolling Stone дал положительную оценку альбому, указав, что «Рианна преобразила своё звучание, выпустив один из лучших альбомов года». Rated R дебютировал с четвёртой строчки чарта Billboard 200 и получил статус платинового от Ассоциации Звукозаписывающей Индустрии Америки за продажу одного миллиона копий. Первые три сингла с альбома — «Russian Roulette», «Hard» и «Rude Boy» — достигли Top-10 чарта Billboard Hot 100.

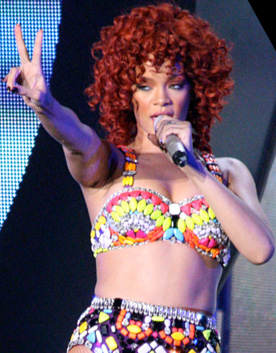
Выступление Рианны в рамках Loud Tour

В январе Рианна выиграла две награды на церемонии Barbados Music Awards в номинациях «Артист десятилетия» и «Песня десятилетия» за композицию «Umbrella». На церемонии NRJ Music Awards она получила титул «Международной певицы года». В течение лета Рианна и рэпер Эминем работали над песней «Love the Way You Lie», которая позже стала хитом #1 в чарте США — Billboard Hot 100, а также в других странах включая Австралию, Канаду, Ирландию, Новую Зеландию, Норвегию и Швецию. Песня стала седьмым синглом первой величины в карьере Рианны, что сделало её пятой среди певиц по количеству хитов #1 в истории чарта Hot 100. В августе восковая фигура Рианны была представлена в Музее мадам Тюссо в Вашингтоне. В это же время она принимала участие в записи песни Канье Уэста «All of the Lights» для его пятого студийного альбома «My Beautiful Dark Twisted Fantasy». В интервью для MTV News Рианна заявила о том, что она «полюбила» песню, но также принимала участие в записях и для других артистов, таких как Алиша Киз, Джон Ледженд, Fergie и Элтон Джон. 19 октября Рианна выпустила одноимённую книгу и объявила о том, что расторгла контракт с менеджером Марком Джорданом, которого заменит представитель лейбла Roc Nation — Jay-Z. Она также создала собственную компанию Rihanna Entertainment, в которой «объединит весь свой бизнес, включая музыку, фильмы, парфюмерию, моду и книгоиздательство».

### 2010—2015:Loud, Talk That TalkиUnapologetic
16 ноября 2010 года Рианна выпустила пятый студийный альбом Loud, который занял третье место в чарте Billboard 200 с продажами 207,000 копий за первую неделю, что является лучшим результатом недельных альбомных продаж в карьере Рианны. Основной сингл «Only Girl (In the World)» достиг своего пика на первой строчке Billboard Hot 100, а также в Австралии, Канаде и Великобритании. Песня получила награду Лучшая танцевальная запись на 53-й ежегодной церемонии вручения наград «Грэмми». Второй сингл «What’s My Name?» при участии канадского рэпера Дрейка возглавил чарты США и Великобритании, Billboard Hot 100 и UK Singles Chart, соответственно. Хотя это был второй сингл с альбома Loud он достиг вершины чарта раньше первого — «Only Girl (In the World)», что было впервые, когда дебютный сингл альбома возглавил чарт Hot 100 после лидерства второго. Её третий международный сингл «S&M» при участии Бритни Спирс повторил успех двух предыдущих песен, сделав Рианну самой молодой исполнительницей за всю историю чарта, которой удалось появиться на вершине чарта десять раз. Позже было выпущено два последующих сингла «Man Down» и «California King Bed». Последний сингл альбома «Cheers (Drink to That)» поднялся до седьмого места в Hot 100. В июне 2011 года Рианна открыла свой международный концертный тур Loud Tour с целью рекламы альбома.
В октябре 2011 года было выпущено две песни с участием Рианны: «Princess of China» с альбома группы Coldplay — Mylo Xyloto и «Fly» с альбома Ники Минаж — Pink Friday. В течение месяца певица появилась в качестве приглашённого члена жюри на американском реалити-шоу The X Factor. Шестой студийный альбом Рианны Talk That Talk был выпущен 21 ноября 2011 года в двух версиях: Де люкс и Стандарт. 22 сентября 2011 года состоялась радиопремьера основного сингла «We Found Love», который в тот же день стал доступен в коммерческую реализацию через iTunes. После того как композиция «We Found Love» достигла 9 места в чарте США, Рианна стала самой быстрой среди сольных исполнителей в истории Hot 100, у которой двадцать синглов вошли в лучшую десятку, тем самым побив рекорд установленный ранее Мадонной. Позже песня стала одиннадцатым хитом #1 Рианны в чарте Billboard Hot 100. 11 ноября был выпущен второй сингл «You da One», а съёмки музыкального видеоклипа в Лондоне были запланированы на конец 2011 года. Рианна является самой продаваемой певицей 2011 года в Великобритании, превзошедшей Адель по количеству проданных синглов на 6,000 копий.
В апреле вышел новый сингл Рианны Where Have You Been. Премьера клипа состоялась 30 апреля 2012 на VEVO.
Рианна приняла участие в съёмках фильма Питера Берга — «Морской бой», который вышел в свет 12 апреля 2012 года.

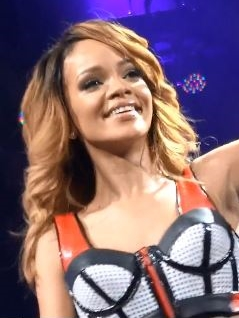
В 2013 году

26 сентября 2012 года Рианна выпустила первый сингл под названием «Diamonds» из своего седьмого альбома. Слова песни написала австралийская певица Sia, а продюсерами были Benny Blanco и StarGate. В ноябре 2012 года вышел седьмой по счёту альбом певицы Unapologetic. С альбома вышло 5 синглов: «Diamonds», «Stay», «Pour It Up», «Right Now» и «What Now». Diamonds занял 1 место в Billboard Hot 100, Stay добрался до 3 строчки, остальные синглы тоже были достаточно успешны в чартах. На все синглы были сняты видеоклипы, кроме песни Right Now. На 56-й ежегодной церемонии вручения наград «Грэмми» седьмой студийный альбом Рианны Unapologetic стал «Лучшим альбомом в стиле Urban Contemporary» и принёс певице восьмую статуэтку.
В конце ноября 2013 года просмотры музыкального видео «Hate That I Love You» преодолели порог в 100 млн просмотров, а это значит, что Рианна получила свою 16-ю сертификацию от «Vevo». 24 ноября 2013 года состоялась церемония награждения премии «American Music Awards». Певица получила первую в истории премии «AMA» награду «Icon Award» за вклад в музыкальную индустрию. Также Рианна одержала победу в номинации «Лучшая певица R&B/Soul».
В конце октября стало известно о том, что Рианна и Эминем записали уже четвёртую по счёту дуэтную композицию — «The Monster». На неё был выпущен клип. Треку «The Monster» удалось возглавить чарт «Billboard Pop Songs». Таким образом, целых 11 синглов Рианны побывали на вершины этого чарта, что является рекордным показателем. «The Monster» оказался и на 1 месте авторитетного чарта «Billboard Hot 100». Это позволило певице встать на одну ступень с Майклом Джексоном, ведь у обоих исполнителей по 13 синглов, которым удалось покорить этот чарт.
В декабре 2013 года подтвердились слухи и о другом дуэте певицы — с Шакирой. Композиция «Can’t Remember to Forget You» вышла в январе 2014 года и стала лид-синглом с нового альбома Шакиры.
24 января 2015 года состоялась премьера нового сингла «FourFiveSeconds», записанного совместно с Канье Уэстом и Полом Маккартни.
22 ноября 2015 года на премии American Music Awards, Рианна победила в номинации «Лучшая Соул/R&B певица». Это рекордная (для любого артиста) пятая победа Рианны в этой номинации.

### с 2016:Anti
28 января 2016 года состоялась премьера нового, восьмого, альбома Anti, звукозаписывающими компаниями Roc Nation и Westbury Road. Релиз пластинки многократно откладывался в течение 2015 года и сопровождался многочисленными спекуляциями в СМИ относительно его записи и промокампании. В преддверии выхода альбома было выпущено три песни: «FourFiveSeconds», «Bitch Better Have My Money» и «American Oxygen», которые в финальный трек-лист Anti не вошли. Премьера Anti состоялась на сервисе потокового воспроизведения Tidal. Слушатели могли полностью прослушать и загрузить альбом бесплатно. Благодаря данной акции Anti был скачан с сайта миллионным тиражом за первые 14 часов с момента выпуска, а сама пластинка была прослушана более 13 млн раз за сутки, что стало своеобразным рекордом. По этой же причине альбом получил платиновый сертификат от RIAA на второй день с момента релиза. Одновременно с этим певице был вручён сертификат как единственному артисту в истории, продавшему 100 миллионов копий своих песен. На второй неделе после дебюта Anti возглавил еженедельный альбомный чарт Billboard 200.
Первым синглом с альбома стала композиция «Work», записанная совместно с канадским рэпером Дрейком, ставшая впоследствии четырнадцатым хитом певицы, возглавившем американский хит-парад Billboard Hot 100.
30 апреля 2016 года сингл «Work», пробыв на первом месте 9 недель подряд, позволил Рианне достигнуть показателя в 60 недель на первом месте Hot 100 по сумме всех её четырнадцати чарттопперов и обойти легендарную группу The Beatles по этому показателю (59 недель лидерства в США у британского квартета) и выйти на второе место после рекордсменки Мэрайи Кэри (синглы которой провели 79 недель на позиции № 1). Другие синглы с альбома («Kiss It Better», «Needed Me» и «Love on the Brain») были сертифицированы платиновыми.
Далее в 2016 году Рианна записала несколько совместных работ. Певица принимала участие в записи сингла Канье Уэста «Famous». Записала совместный сингл с Кельвином Харрисом «This Is What You Came For». Затем принимала участие в записи Дрейка «Too Good» и «Nothing Is Promised» от Mike Will Made It. В июне 2016 года Рианна сделала запись «Sledgehammer» для фильма «Стартрек: Бесконечность». 28 августа 2016 года получила премию Michael Jackson Video Vanguard Award на MTV Video Music Awards.
В 2017 году Рианна также записала несколько колабораций. Сначала это была совместная работа с Фьючером над синглом «Selfish» для его шестого альбома Hndrxx. Летом Рианна записала с DJ Khaled песню «Wild Thoughts». В записи принял участие Брайсон Тиллер. Песню ждал мировой успех. Работа же с Кендриком Ламаром над песней «Loyalty» принесла певице награду на 60-й церемонии «Грэмми». В ноябре 2017 года вышел сингл «Lemon» группы N.E.R.D, в записи которого принимала участие Рианна.
Уже через несколько месяцев после релиза альбома Anti Рианна рассказала, что работает над следующим альбомом. В декабре 2018 года Рианна подтвердила, что альбом выйдет в 2019 году. В мае 2019 года стало известно, что альбом будет регги-проектом. В сентябре 2019 года стало известно, что певица подписала контракт с Sony/ATV Music Publishing. В декабре 2019 года у себя в Instagram Рианна намекнула, что альбом готов, но его выпуск отложен. 27 марта 2020 года вышел трек «Believe It» канадского певца PartyNextDoor, в записи которого принимала участие Рианна. 28 октября 2022 года Рианна выпустила песню «Lift Me Up». Песня является саундтреком к фильму «Чёрная пантера: Ваканда навсегда». Это первый сольный трек певицы с 2016 года. 12 февраля 2023 года Рианна выступила в перерыве «Супербоула». Это было первое выступление Рианны за последние годы. Новых песен певица не представила.
В интервью британскому Vogue 2023 года, отвечая на вопрос о своём девятом студийном альбоме, она сказала: «Когда выпускаешь такой альбом, как Anti… я сама на себя давлю. Если он не будет лучше этого альбома, то и не стоит его выпускать», отметив, что «это неправильный взгляд на музыку» и «если я буду ждать, пока всё не станет правильно, идеально и лучше, то, возможно, это будет длиться вечно и, возможно, он никогда не выйдет, и я на это не соглашусь».
В июне 2024 года Рианна анонсировала запуск бренда по уходу за волосами — Fenty Hair.
В 2024 году Dior представил Рианну в качестве нового лица своего аромата J’adore. Первая съемка, где главную роль исполнит Рианна, выйдет 1 сентября. За несколько дней просмотры ролика превысили миллион на YouTube.

## Личная жизнь
В 2009 году 20-летний хип-хоп исполнитель Крис Браун, с которым тогда встречалась 21-летняя Рианна, избил свою подругу и скрылся с места преступления, но позже Браун добровольно явился в участок. На слушании дела первое время Браун отрицал свою вину, но суд приговорил певца к общественным работам и пяти годам условно. Спустя некоторое время после приговора и исполнения наказания Браун раскаялся, о чём не раз открыто говорил и публично просил прощения у бывшей подруги.
После этого трагического эпизода и расставания Рианна сделала себе татуировки: маленькие пистолеты на ребрах по бокам и надпись на ключице Never a failure, always a lesson, что переводится как «Не ошибка, но урок». У Рианны есть и другие татуировки: знак Рыбы за ухом, надписи Shhh и Love на пальцах рук, сокол на лодыжке (раньше там были изображены скрипичный ключ и нота), небольшая звезда на хрящике уха и звездопад на спине, надписи (на санскрите, арабском, две на английском), дата рождения лучшей подруги, пистолет на правом боку, череп с бантиком на лодыжке, племенной узор маори на запястье, под грудью — египетская богиня Исида, посвящённая покойной бабушке Рианны, Кларе «Долли» Брэйтвейт, которая скончалась 1 июля 2012 года от рака, изображение Нефертити, расположенное на левом боку. Последнюю татуировку певица сделала в 2014 году во время тура в Новой Зеландии, изображение племени маори на руке.
После расставания с Брауном Рианна встречалась с игроком Los Angeles Dodger Мэттом Кемпом и с баскетболистом Джей Ар Смитом. В 2011 году в прессе появилась информация, что новым бойфрендом Рианны стал певец Ашер, но в октябре 2012 года Крис Браун и Рианна возобновили отношения. Весной 2013 года Крис Браун и Рианна снова расстались.
На протяжении нескольких лет ходили слухи о романе певицы с рэпером Дрейком.
С января 2017 года встречалась с миллиардером из Саудовской Аравии Хассаном Джамилем. В январе 2020 года пара рассталась.
В 2021 году американский рэпер ASAP Rocky рассказал о том, что он встречается с Рианной. 31 января 2022 года появилась информация, что пара ожидает первенца. 13 мая 2022 года родился первый сын пары Риза Ателстон Майерс (RZA Athelston Mayers). Его назвали в честь продюсера и лидера реп-группы Wu-Tang Clan, Роберта Фитцджеральда Диггса, который выступал под сценическим псевдонимом RZA.
12 февраля 2023 года во время концерта на «Супербоуле» Рианна сообщила о второй беременности.
1 августа 2023 года родился второй сын пары, которого назвали Riot Rose Mayers (Рает Роуз Майерс)
В ночь с 5 на 6 мая 2025 года на Мет Гала-2025 в Нью-Йорке подтвердилась третья беременность Рианны, там она появилась вместе со своим мужем A$AP Rocky.

## Дипломатическая деятельность
20 сентября 2018 года назначена чрезвычайным и полномочным послом Барбадоса.

## Дискография
- Music of the Sun (2005)
- A Girl like Me (2006)
- Good Girl Gone Bad (2007)
- Rated R (2009)
- Loud (2010)
- Talk That Talk (2011)
- Unapologetic (2012)
- Anti (2016)[164][165]

## Фильмография
| Год  |    | Русское название                             | Оригинальное название                       | Роль                      |
| ---- | -- | -------------------------------------------- | ------------------------------------------- | ------------------------- |
| 2006 | ф  | Добейся успеха 3: Всё или ничего             | Bring It On 3: All or Nothing               | камео                     |
| 2012 | ф  | Морской бой                                  | Battleship                                  | Кора Рейкс                |
| 2012 | ф  | Кэти Перри: Частичка меня                    | Katy Perry: Part of Me                      | камео                     |
| 2013 | ф  | Конец света 2013: Апокалипсис по-голливудски | The End of the World                        | камео                     |
| 2014 | ф  | Энни                                         | Annie                                       | Лунная богиня             |
| 2015 | мф | Дом                                          | Home                                        | Благодарность (Дар) Туччи |
| 2015 | с  | Возлюби ближнего своего                      | Love Thy Neighbor                           | Рианна                    |
| 2016 | с  | Доктор Кен                                   | Dr. Ken                                     | Лоррейн                   |
| 2017 | ф  | Валериан и город тысячи планет               | Valérian and the City of a Thousand Planets | Баббл                     |
| 2017 | с  | Мотель Бейтс                                 | Bates Motel                                 | Мэрион Крейн              |
| 2018 | ф  | Восемь подруг Оушена                         | Ocean’s Eight                               | Девятка                   |
| 2019 | ф  | Остров Гуава                                 | Guava Island                                | Кофи Новия                |
| 2025 | ф  | Смурфики в кино                              | Smurfs                                      | Смурфетта                 |

## Туры
- Rihanna: Live in Concert Tour (2006)
- Good Girl Gone Bad Tour (2007—2009)
- Last Girl on Earth Tour (2010—2011)
- Loud Tour (2011)
- Diamonds World Tour (2013)
- The Monster Tour[англ.] (с Эминемом) (2014)
- Anti World Tour[англ.] (2016)